# Claude Bougard
Claude (Claudy) Bougard (Bertrix, 3 juni 1948) is een voormalig Belgisch senator.

## Levensloop
Bougard werd beroepshalve handelaar en consultant.
Hij werd eveneens politiek actief voor Ecolo en richtte mee de Ecolo-afdeling van Bertrix op. Van 1991 tot 1995 zetelde hij voor de partij in de Belgische Senaat als gecoöpteerd senator.
Bij de verkiezingen van 1995 was Bougard Ecolo-lijsttrekker voor de Kamer van volksvertegenwoordigers in de provincie Luxemburg, maar geraakte niet herkozen als parlementslid.
Daarnaast was Bougard lid van de raad van bestuur van de Belgische Technische Coöperatie, schatbewaarder van de lokale televisiezender TV Lux en werkte hij in 2010 mee aan een RTBF-documentaire over het verdwijnen van bossen in Laos.

## Bron
- Laureys, V., Van den Wijngaert, M., De geschiedenis van de Belgische Senaat 1831-1995, Lannoo, 1999.